# Fadiadougou
Fadiadougou est une ville située au nord-ouest de la Côte d'Ivoire, et appartenant au département de Séguéla, dans la Région du Worodougou. La localité de Fadiadougou est un chef-lieu de commune et de sous-préfecture .
La sous-préfecture est composée de 12 villages dont Fadiadougou en est le chef lieu de sous-préfecture.
Fadiadougou est à 115 km de Boundiali au nord, 85 km de Séguéla au sud, 65 km de Dianra à l'est et du complexe sucrier de Borotou.
Fadiadougou est un village composé de Sénoufos, de Baoulés, des Maliens, des Burkinabés et des Guinéens.